# ترزا، ریزال
ترزا، ریزال (به لاتین: Teresa, Rizal) یک منطقهٔ مسکونی در فیلیپین است که در ریزال واقع شده‌است. در خطا: زمان نامعتبر سرشماری جمعیت ترزا، ریزال ۶۴٬۰۷۲ نفر بود.